# Maciej Tomczak
Maciej Tomczak (ur. 14 lipca 1977 r.) – polski szablista, medalista mistrzostw Europy z 2003 i z 2004 roku w drużynie. Kierownik Zakładu Psychologii na Akademii Wychowania Fizycznego im. Eugeniusza Piaseckiego w Poznaniu.